# Mockito
Mockito ist eine freie (MIT-Lizenz) Programmbibliothek zum Erstellen von Mock-Objekten für Unit-Tests von Java-Programmen.

## Funktionalität
Im Unit-Test sollen einzelne Testobjekte (meist Klassen oder Methoden) isoliert von ihrer Umgebung getestet werden. Um einen vollständig isolierten Test zu erreichen, müssen die Schnittstellen, über die das zu testende Objekt auf seine Umgebung zugreift, durch Mock-Objekte ersetzt werden. Die Mock-Objekte fungieren dabei als Platzhalter für die echten Objekte.
Mockito hilft dabei dem Entwickler der Unit-Tests, diese Mock-Objekte samt ihrem Verhalten zu generieren und gegebenenfalls auch zu prüfen, wie diese vom zu testenden Code aufgerufen wurden. Die Mock-Objekte werden dabei ähnlich wie bei anderen Mocking-Frameworks zur Laufzeit dynamisch generiert. Es müssen somit keine Klassen von Hand geschrieben oder deren Quellcode mit denen der echten Klassen synchron gehalten werden. Dynamische Mock-Objekte sind somit sicherer gegenüber Refactoring. Mittels Mockito können Klassen und Interfaces gleichermaßen gemockt werden.
Mockito unterscheidet sich von anderen Mocking-Frameworks insofern, als mit Mockito die Entwickler das Verhalten des zu testenden Systems verifizieren können, ohne im Vorfeld diesbezügliche Annahmen zu treffen. Damit wird die oft kritisierte enge Kopplung von Unit-Tests an den getesteten Code reduziert.

## Geschichte
Das mockito-Projekt wurde 2007 ins Leben gerufen vom Programmierer Szczepan Faber, der mit der Komplexität vorhandener Mocking-Frameworks unzufrieden war. Er begann mit der Erweiterung der Syntax und Funktionalität von EasyMock – einem ähnlichen Mocking-Framework für Java – schrieb aber schlussendlich den meisten Code für Mockito um. Die erste Version von Mockito wurde Anfang 2008 für ein Projekt beim The Guardian in London verwendet.

## Verwendung
Eine mögliche Verwendung von Mockito kann wie folgt aussehen:
- Klasse, die getestet werden soll:

```
class
 
CustomerService
 
{

    
private
 
List
<
Customer
>
 
customers
;

    

    
public
 
CustomerService
(
List
<
Customers
>
 
initialCustomers
)
 
{

        
this
.
customers
 
=
 
initialCustomers
;

    
}

    
public
 
void
 
addCustomer
(
Customer
 
customer
)
 
{

        
this
.
customers
.
add
(
customer
);

    
}

    
public
 
void
 
deleteAllCustomers
()
 
{

        
this
.
customers
.
clear
();

    
}

}

```

- Mock-Objekt von der Klasse bzw. Schnittstelle, die simuliert werden soll, erzeugen:

```
List
 
mockedCustomerList
 
=
 
mock
(
List
.
class
);

```

- Mock-Objekt im Unit-Test benutzen:

```
CustomerService
 
customerService
=
 
new
 
CustomerService
(
mockedCustomerList
);

Customer
 
customerToAdd
 
=
 
new
 
Customer
(
"Max Mustermann"
);

customerService
.
addCustomer
(
customerToAdd
);

customerService
.
deleteAllCustomers
();

```

- Verifizieren, ob das Mock-Objekt von den Methoden CustomerService.addCustomer und CustomerService.deleteAllCustomers so benutzt wurde, wie vorgesehen:

```
verify
(
mockedCustomerList
).
add
(
customerToAdd
);

verify
(
mockedCustomerList
).
clear
();

```